# Apšeronsk
Apšeronsk (rusky Апшеро́нск) je město v Krasnodarském kraji v Ruské federaci. Při sčítání lidu v roce 2010 měl přes čtyřicet tisíc obyvatel.

## Poloha
Apšeronsk leží na řece Pšeše (přítoku Belaje) ve vzdálenosti přibližně sto kilometrů jihovýchodně od Krasnodaru, správního střediska celého kraje. Nejbližší město je Chadyžensk vzdálený od Apšeronsku přibližně dvacet kilometrů na západ.

## Dějiny
Apšeronsk byl založen v roce 1863 jako ubytování pro Apšeronský pluk carské armády, který se jmenoval podle Apšeronského poloostrova. Původně se stanice jmenovala Apšeronskaja (Апшеро́нская). Přejmenován na současné jméno byl Apšeronsk v roce 1947, kdy se také stal městem.